# Magyar magánhangzók
A magyar nyelvben használt magánhangzók száma 14 – ezek azok a hangok, amelyeket a magyar helyesírás lejegyez. Ezen kívül van számos olyan hang, amely csak nyelvjárásokban fordul elő, és van néhány olyan is, amely az irodalmi nyelvben is megtalálható, de nem rendelkezik önálló betűvel.
A magyar helyesírás a következő betűket használja a magyar magánhangzók lejegyzésére: a, á, e, é, i, í, o, ó, ö, ő, u, ú, ü, ű.

## Csoportosításuk
A magyar magánhangzókat a következők szerint csoportosíthatjuk: képzéshely (hangrend) szerint, a nyelv függőleges elhelyezkedése, azaz nyíltság szerint, az ajkak állása szerint és időtartam szerint.
Hangrend szerint a magyar magánhangzók lehetnek
- magas hangrendű (elöl képzett) magánhangzók: e, é, i, í, ö, ő, ü, ű;
- mély hangrendű (hátul képzett) magánhangzók: a, á, o, ó, u, ú.

A nyelv függőleges helyzete szerint a magánhangzóink lehetnek
- felső nyelvállású magánhangzók: ü, ű, i, í, u, ú
- középső nyelvállású magánhangzók: ö, ő, é, o, ó
- alsó nyelvállású magánhangzók: e, a
- legalsó nyelvállású magánhangzók: á

Az ajkak állása szerint a magánhangzók lehetnek:
- ajakkerekítésesek: a, o, ó, u, ú, ö, ő, ü és ű
- ajakrésesek: á, e, é, i, í

A magánhangzók kiejtésének időtartama szerint lehetnek:
- rövid: a, e, i, o, ö, u és ü
- hosszú: á, é, í, ó, ő, ú és ű.[1]

## A magyarban nem jelölt magánhangzók
Egyes magánhangzókat nem jelölünk külön a standard magyar helyesírásban, ám a köznyelv mégis használja őket. Ilyen a rövid á (szokásos jelölése: ȧ) a telefonáláskor haló (hȧló) szóban. Illetve egyes idegen eredetű szavaknál, neveknél pl mȧrketing, Mȧx stb. (Ezek ejtése - részben a jelölés hiánya miatt - változhat, tehát előfordul a marketing, Max is.)
Nyelvjárásaink többségében ejtéskor megkülönböztetik a zárt és a nyílt e-t. Az előbbi hagyományos jelölése: ë.
A hosszú a és e (nem az á és é! – megkülönböztetésükre néha az ā és ē betűket használjuk) ejtése előfordul pl. mozaikszavak betűnkénti ejtésekor: MTA, BME, LTE stb. (ilyenkor az i, u, o, ö hangokat is hosszan ejtjük (OTP, LTI, ÖBB stb.) annak ellenére, hogy ezeket hosszú párjaiktól általában megkülönböztetjük), illetve nyelvjárásokban gyakoriak, pl. āra (arra) és ēre (erre).